# Гуре-Оверфлакке
Гуре́-Оверфлакке́ (нидерл. Goeree-Overflakkee) — остров у берегов Нидерландов, самый южный остров в дельте Рейна и Мааса. Население — 48 177 чел. (2013). Он отделён от островов Ворне-Пюттен и Хуксевард эстуарием Харингвлит, от провинции Северный Брабант на материке — Волкераком, от острова Схаувен-Дёйвеланд — озером Гревелинген. Входит в провинцию Южная Голландия, однако диалект его жителей более близок к диалекту жителей провинции Зеландия. Площадь поверхности — 261,25 км².
С 2013 года является общиной. Образовалась при слиянии общин Гудереде, Дирксланд, Мидделхарнис и Остфлакке. Крупнейшими городами в общине являются Соммелсдейк, Мидделхарнис, Ауддорп и Дирксланд.

## Населённые пункты на Гуре-Оверфлакке
Община состоит из следующих населённых пунктов (в скобках указано население на 2020 год):
- Ахтхёйзен (1085)
- Ден-Боммел (1745)
- Дирксланд (5840)
- Гудереде (2295)
- Херкинген (1225)
- Мелиссант (2155)
- Мидделхарнис (7460)
- Ниуве-Тонге (2420)
- Олтгенсплат (2670)
- Ауддорп[англ.] (6170)
- Ауде-Тонге (4860)
- Соммелсдейк (7215)
- Стад-ан-эт-Харингвлит (1435)
- Стеллендам (3500)